# Петър Радев – Пашата
 Тази статия е за кичевския войвода.  За прилепския вижте Петър Костов – Пашата.  За дееца на църковното движение в Битоля вижте Петър Радев (общественик).
Петър Величков Радев, наречен Пашата и с псевдоним Албански, е български военен и революционер, кичевски войвода на Вътрешната македоно-одринска революционна организация.

## Биография
Роден е в 1875 година в село Градоман, тогава в Османската империя. Служи в българската армия като фелдфебел от 1-ви пехотен софийски полк. Опитва се да сформира чета в Градоман, с която да замине за Македония, където да се присъедини към революционното дело на ВМОРО. Продава имуществото си и със спечелените 40 сребърника закупува 17 пушки. Прякора си Пашата получава от турски войници, заради червената му гвардейска униформа и офицерска сабя, с които влиза в сражение. Заминава за Кичево, а оттам за Поречието. Негов секретар и помощник е Симеон Денков. По време на Илинденско-Преображенското въстание е четник в четата на Ванчо Сърбаков от село Вранещица. Ранен е и се изтегля в България. При последвалото си завръщане в Македония отново заминава за Горно Поречие.
| Чета на Петър Радев, 4 юни 1905 година | Чета на Петър Радев, 4 юни 1905 година | Чета на Петър Радев, 4 юни 1905 година | Чета на Петър Радев, 4 юни 1905 година | Чета на Петър Радев, 4 юни 1905 година |
| Номер                                  | Име                                    | Селище                                 | Околия                                 | Забележка                              |
| -------------------------------------- | -------------------------------------- | -------------------------------------- | -------------------------------------- | -------------------------------------- |
| 1.                                     | Петър Радев                            | София                                  | Софийска                               |                                        |
| 2.                                     | Христо х. Георгиев                     | Дупница                                |                                        |                                        |
| 3.                                     | Андрея Домик                           | Нови Сад                               | Австрия                                |                                        |
| 4.                                     | Александър Георгиев                    | Дупница                                |                                        |                                        |
| 5.                                     | Йордан Георгиев                        | Брацигово                              |                                        |                                        |
| 6.                                     | Никола Николов                         | Папрадище                              | Велешка                                |                                        |
| 7.                                     | Серафим Арсов                          | Горабинци                              | Щипска                                 |                                        |
| 8.                                     | Атанас Божинов                         | Ресен                                  | Битолска                               |                                        |
| 9.                                     | Тодор Иванов                           | Скопие                                 |                                        |                                        |
| 10.                                    | Васил Димитров                         | Неврокоп                               | Сярско                                 |                                        |
| 11.                                    | Стефан Добрев                          | Айтос                                  |                                        |                                        |
| 12.                                    | Симеон Денков                          | София                                  |                                        |                                        |
| 13.                                    | Стоян Стойчев                          | Горач                                  | Кумановска                             |                                        |
| 14.                                    | Лазар Неделков                         | Айтос                                  |                                        |                                        |
| 15.                                    | Стоян Димитров                         | Скопие                                 |                                        |                                        |
| 16.                                    | Александър Николов                     | София                                  |                                        |                                        |
| 17.                                    | Пенчо Николов                          |                                        | България                               | за Щипско                              |

След въстанието сръбската въоръжена пропаганда в Кичевско се засилва и Петър Радев заедно с Петър Юруков, Георги Сугарев и други дават отпор на сръбските чети. След убийството на Георги Сугарев, Кичевският район остава само с една чета под ръководството на слабия войвода Янаки Янев от село Лахчани, който се застоява само в Горна Копачка, заради което Тома Николов назначава Петър Радев за войвода в Рабетникол и Долна Копачка, като разчита на неговата добра школовка в българската армия. На Велики четвъртък 1907 г. организационната чета на Пешо Пашата е в Крушевското село Сланско.
Петър Радев е убит край Русяци в местността Кошарище от двама негови четници, които през есента преди това дошли като дезертьори от сърбоманските чети в Поречие и той ги приел на доверие. Всъщност това били доверени лица на Григор Соколович, поставил си за цел да елиминира силите на ВМОРО в региона.